# Diana Forest
Diana Forest Bacău este o companie care produce, în principal, panouri de lemn, uși din fag și din stejar și parchet triplustratificat. Diana Forest deține trei unități de producție, la Onești, Comănești și Mărgineni, toate în județul Bacău. Aproximativ 90% din producția realizată la Bacău se exportă în Spania, Germania, Danemarca, China și Italia. Principalii concurenți de pe piața locală ai companiei sunt „ITS & Co” Onești (actual PA & CO Industrie SRL), „Silvania” Satu Mare și „Karelia” (Larodan) din Baia-Mare, pe segmentul de parchet triplustratificat, precum și „Brafor” din Brașov, „Petroforest” Piatra-Neamț și „Star Wood” Onești pe segmentul de cherestea.
La data de 31 decembrie 2007, compania poloneză Barlinek a achiziționat 99,9% din capitalul Diana Forest de la firmele Eurogalia și Triple Gest, înregistrate în Spania, pentru suma de 23 de milioane de euro.
Cifra de afaceri în 2006: 22,7 milioane euro
Venit net în 2006: 2,8 milioane euro